# Gare de Hombourg-Haut
Ne doit pas être confondu avec Gare de Hombourg-Budange ou Gare de Hombourg (Belgique).
La gare de Hombourg-Haut est une gare ferroviaire française de la ligne de Rémilly à Stiring-Wendel, située sur le territoire de la commune de Hombourg-Haut dans le département de la Moselle en région Grand Est.
Elle est mise en service en 1851 par la Compagnie du chemin de fer de Paris à Strasbourg.
C'est une halte voyageurs de la Société nationale des chemins de fer français (SNCF) desservie par des trains TER Grand Est.

## Situation ferroviaire
Établie à 230 mètres d'altitude, la gare de Hombourg-Haut est située au point kilométrique (PK) 34.502 (altitude de la ligne de Rémilly à Stiring-Wendel, entre les gares de Saint-Avold et de Béning.

## Histoire
En 1844, un mémoire de M. Le Joindre, ingénieur en chef des Ponts et Chaussées de la Moselle, présente les différents projets des lignes de chemin de fer possibles pour relier Paris à la frontière avec l'Allemagne à partir de Metz vers Sarrebruck

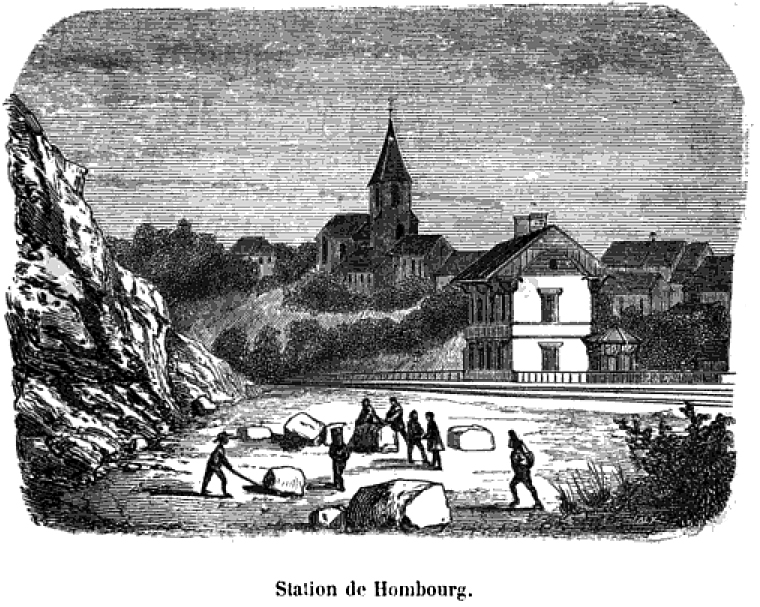
Station de Hombourg (1854).

Hombourg y est citée comme étant l'une des sept stations de quatrième ordre de cette ligne. L'« embranchement de Frouard à Forbach et à la frontière du Grand-Duché du Bas-Rhin (Prusse) » est concédée par l'ordonnance royale du 27 novembre 1845.
La « station de Hombourg » est mise en service le 16 novembre 1851 par la Compagnie du chemin de fer de Paris à Strasbourg, lorsqu'elle ouvre officiellement à l'exploitation le tronçon de 19 kilomètres de Saint-Avold à Forbach, troisième section de l'embranchement. « Hombourg (haut et bas) » est située à 6,504 km de la station de Saint-Avold et à 7,070 km de la station de Cocheren.
En 1854, M. Moléri, dans son guide itinéraire, cite Hombourg, commune de 2 040 habitants, comme étant la quatorzième station, sur la voie ferrée de Nancy à Forbach, située à 456 km de Paris, 120 km de Nancy et 13 km de Forbach.
En 2014, c'est une gare voyageurs d'intérêt local (catégorie C : moins de 100 000 voyageurs par an de 2010 à 2011), qui dispose de deux voies, deux quais, une traversée de voies piétons (TVP) et deux abris.

## Fréquentation
De 2015 à 2024, selon les estimations de la SNCF, la fréquentation annuelle de la gare s'élève aux nombres indiqués dans le tableau ci-dessous.
| Année     | 2015  | 2016  | 2017  | 2018  | 2019   | 2020  | 2021  | 2022   | 2023   | 2024   |
| --------- | ----- | ----- | ----- | ----- | ------ | ----- | ----- | ------ | ------ | ------ |
| Voyageurs | 4 927 | 5 873 | 9 175 | 7 687 | 10 604 | 6 757 | 8 963 | 12 961 | 15 670 | 17 089 |

## Service des voyageurs

### Accueil
Halte SNCF, c'est un point d'arrêt non géré (PANG) à accès libre, équipé d'automates pour l'achat de titres de transport TER. 

### Desserte
Hombourg-Haut est une halte voyageurs régionale desservie par des trains TER Grand Est de la relation Metz - Rémilly - Forbach - Sarrebruck (ligne 15). 

### Intermodalité
Un parc pour les vélos et un parking pour les véhicules y sont aménagés.
La gare n'est pas desservie par des transports en commun routiers, il faut rejoindre les arrêts « Mairie », à 200 mètres, et « Château », à 300 mètres, pour accéder aux cars des Transports interurbains de la Moselle (TIM).

## Galerie de photographies

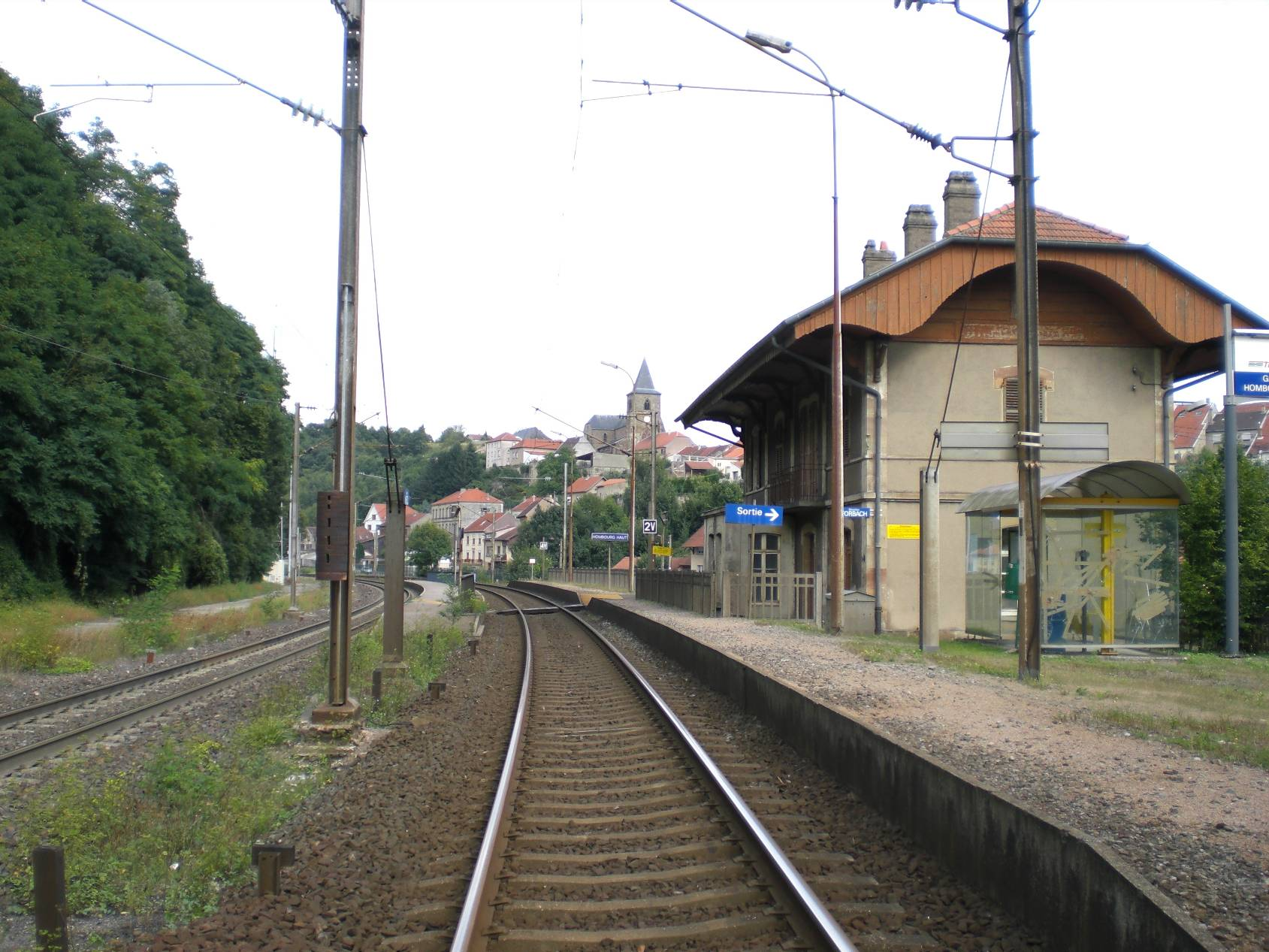
La gare en 2008.
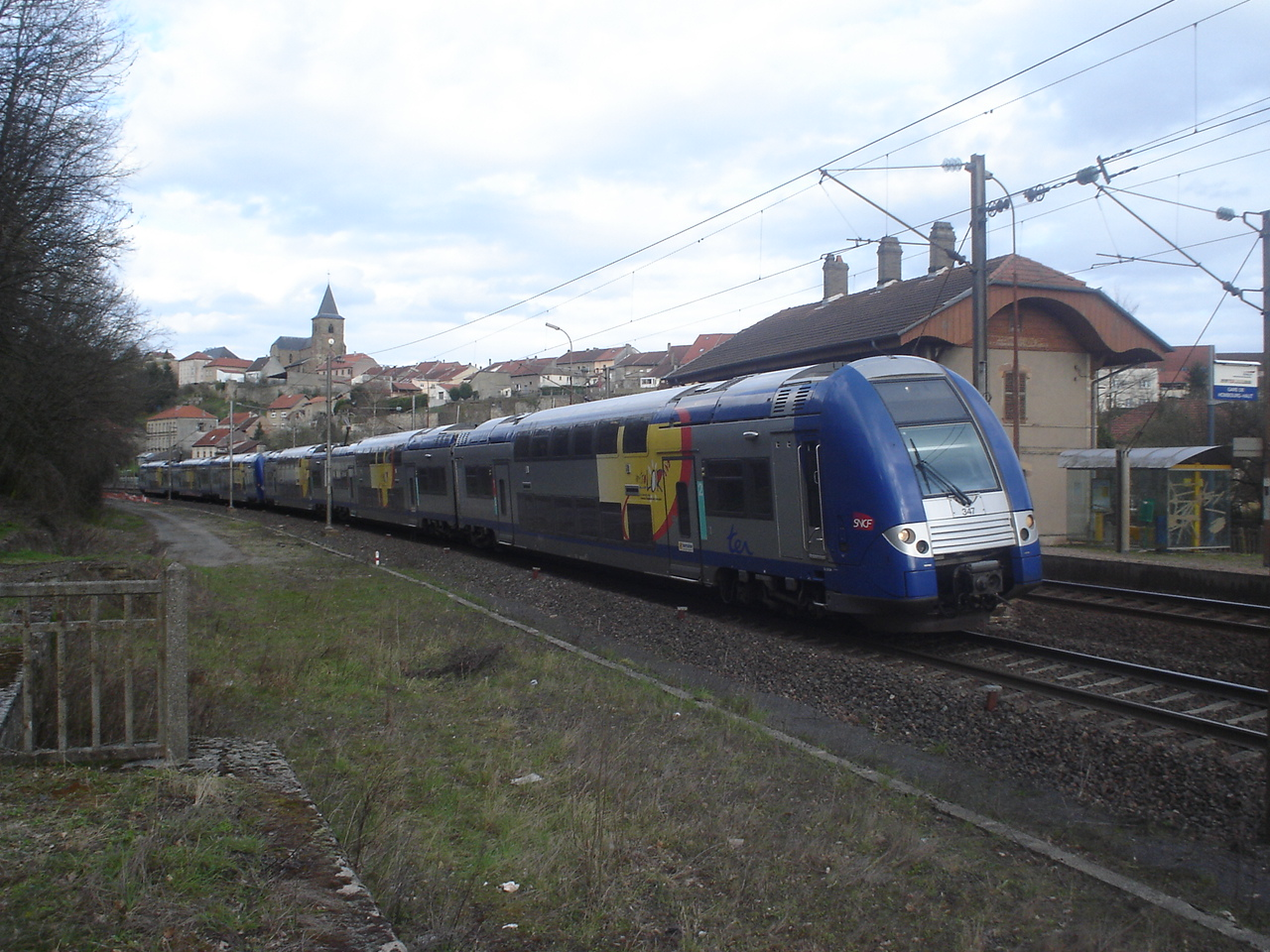
Desserte par Z 24500 en 2008.